# Віконт Діллон

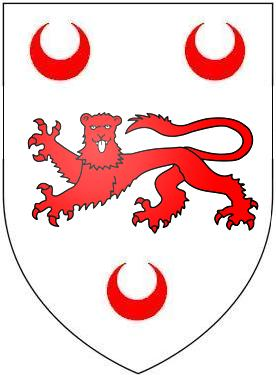
Герб віконтів Діллон.

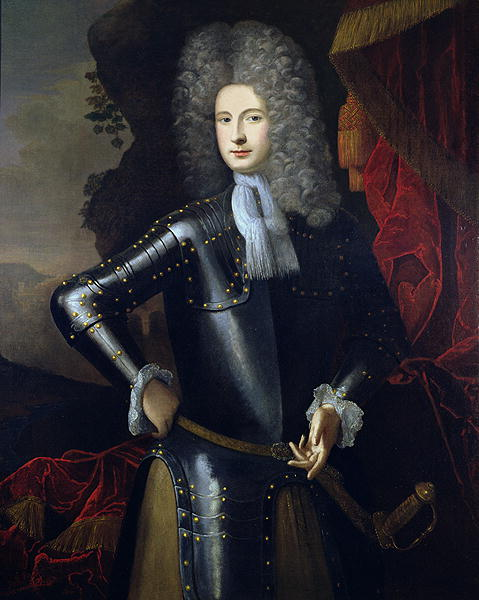
Генрі Діллон – VIII віконт Діллон.

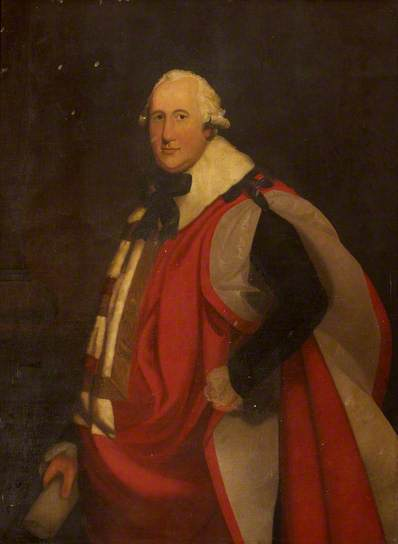
Чарльз Діллон – ХІІ віконт Діллон.

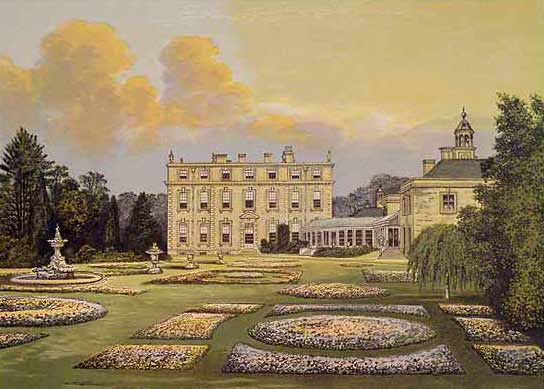
Дічлі-Гауз – резиденція віконтів Діллон.

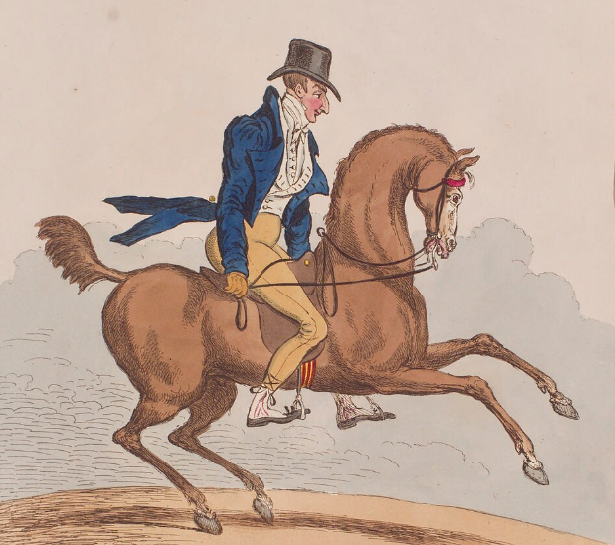
Генрі Авгус Діллон – ХІІІ віконт Діллон. Карикатура «Заганяти власного коня». Худ. Джеймс Гіллрей. 1803.

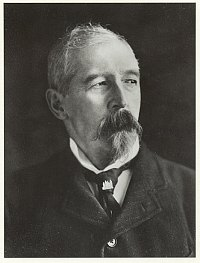
Гарольд Діллон – ХVII віконт Діллон.

Віконт Діллон (англ. – Viscount Dillon) – аристократичний титул в перстві Ірландії. 

## Історія віконтів Діллон
Титул віконт Діллон з Костелло-Галлена, що в графстві Мейо був створений в перстві Ірландії в 1622 році для Теобальда Діллона – лорда-протектора Коннахта – західної частини Ірландії, що була колись незалежним королівством, але на той час була повністю захоплена Англією. Теобальд Діллон (пом. 1624) був ірландським військовим діячем і шукачем пригод. Він володів великими землями у східному Коннахті та північно-західному Лейнстері, за які йому доводилось постійно воювати з ірландськими повстанцями. Він був вірним прихильником королеви Англії Єлизавети I і брав участь в придушенні повстання за незалежність Ірландії. Теобальд, ймовірно, народився в Баллінакіллі, в замку його батька і діда. Він був третім сином Томаса Діллона та його дружини Марджері Діллон з Кілмора, званої Мері. Його батько був старшим сином свого діда Джеймса Діллона на прізвисько Пріор. Це прізвисько він одержав за те, що він опікувався кількома монастирськими володіннями під час ліквідації монастирів на Британських островах протестантами і був ревносним католиком. Сім'я його батька походить від лорда Діллона з Драмрейні, графство Вестміт. Мати Теобальда була дочкою Крістофера Діллона з Кілмора. Сім'я його батька, як і сім'я його матері, були гілками тієї ж поширеної нормано-давньоанглійської родини, яка походить від сера Генрі Діллона, що прибув до Ірландії з англійським принцом Джоном у 1185 році. Теобальд Діллон одружився з Елеонорою Туїт - чи то вдовою, чи то дочкою Вільяма Туїта. Теобальд та Елеонора мали 19 дітей, вісім синів і 11 дочок. У 1582 році після придушення чергового повстання за свободу Ірландії Теобальд Діллон був призначений генеральним збирачем податків у Коннахті та Томонді. Після цього у нього почались гострі сутички з місцевими землевласниками та з ірландськими кланами. Він відібрав у багатьох землевласників їхні землі і не повернув. Проти нього почав запеклу боротьбу Дадлі Костелло та його клан. І ця бротьба тривала проти роду Діллон ще довго. Він воював під керівництвом графа Ессекса у Дев’ятирічній війні (1593 – 1603) проти ірландських кланів і останніх незалежних ірландських королівств і був посвячений ним у лицарі 24 липня 1599 року коли йому було вже чимало років. Граф Ессекс посвятив у лицарі дуже багато людей і знущався кожного разу, кажучи, що «він ніколи не витягав меч в бою, витягав меч лише для того, щоб посвятити в лицарі». 19 липня 1608 року король Джеймс I дарував йому грамоту, що підтверджувала володіння маєтком і містом Кілфоні в графстві Вестміт, де він тоді жив і, потім помер. 16 березня 1622 року король Джеймс I нагородив його титулом віконт Діллон з Костелло-Галлена, закріпивши його юридичний статус. Територіальне позначення «Костелло-Галлен» відноситься до баронств Галлен і Костелло в графстві Мейо.  Лорд Діллон помер 15 березня 1624 в Кілфоні в графстві Вестміт. Кажуть, що він помер «у такому похилому віці, що свого часу мав задоволення бачити понад сотню своїх нащадків у своєму будинку Кілленфагні». Крістофер, його старший син, помер 28 лютого, приблизно за два тижні до свого батька і тому ніколи не став наступником свого батька. Після смерті І віконта Діллон цей титул перейшов до його онука Лукаса — старшого сина Крістофера.
Діллони були феодалами норманського походження, але були сильно «ірландизовані» за століття свого проживання в Ірландії. Діллони володіли землями в графстві Вестміт ще з ХІІІ століття. Ці землі в давні часи називали «країною Діллон». Правнук Теобальда Діллона успадкував титул і став VII віконтом Діллон був прихильником короля-католика Якова ІІ, що прихильно ставився до ірландців. Після «Славетної революції» і початку так званих якобітських (вільямітських) війн VII віконт Діллон воював у складі ірландської армії, потім у французькій армії він створив «Полк Діллона» у складі ірландської бригади. Ці ірландці належали до так званих «диких гусей» — ірландців, що змушені були тікати з Ірландії після чергового завоювання Ірландії Англією і шукати притулку в чужих землях, в тому числі йшли на службу до армій чужих країн. Полк Діллона відзначився у битві під Фонтенуа в 1745 році.  
Але його син Генрі Діллон – VIII віконт Діллон зумів домогтись помилування і скасування оголошення стану поза законом роду Діллон, був помилуваний, йому було повернуто титули та землі. Пізніше він служив на посаді лорд-лейтенанта графства Роскоммон. Його молодший брат – генерал-лейтенант Артур Діллон отримав у Франції титул граф Діллон в 1711 році. Крім того він одержав від якобітського претендента на престол Англії Джеймса Френсіса Едварда Стюарта, що перебував у вигнанні титули віконта Діллон та графа Діллон. Його син Генрі Діллон – ХІ віконт Діллон був полковником французької армії, але полк Діллона був розформований у 1793 році в часи Великої французької революції. Його син Чарльз – ХІІ віконт Діллон став депутатом парламенту Ірландії, предствавляв Вестбері і перейшов з католицтва в англіканство в 1767 році (депутатами парламенту Ірландії могли бути тільки протестанти). Його син Генрі Август – ХІІІ віконт Діллон був депутатом парламенту Ірландії від Гарвіча та графства Мейо. Його правнук – ХІХ віконт Діллон був бригадиром британської армії.
На сьогодні титулом володіє його правнук, що успадкував титул від свого батька і став ХХІІ віконтом Діллон у 1982 році.

## Віконти Діллон (1622)
- Теобальд Діллон (помер у 1624 р.) – I віконт Діллон
- Лукас Діллон (1610 – 1629) – II віконт Діллон
- Теобальд Діллон (1629 – 1630) – III віконт Діллон
- Томас Діллон (1615 – 1672) – IV віконт Діллон
- Томас Діллон (помер у 1674 р.) – V віконт Діллон
- Лукас Діллон (помер у 1682 р.) – VI віконт Діллон
- Теобальд Діллон (помер у 1691 р.) – VII віконт Діллон
- Генрі Діллон (помер у 1713 р.) – VIII віконт Діллон
- Річард Діллон (1688 – 1737) – IX віконт Діллон
- Чарльз Діллон (1701 – 1741) – X віконт Діллон
- Генрі Діллон (1705 – 1787) – XI віконт Діллон
- Чарльз Діллон (1745 – 1813) – XII віконт Діллон
- Генрі Огастес Діллон (1777 – 1832) – XIII віконт Діллон
- Чарльз Генрі Діллон (1810 – 1865) – XIV віконт Діллон
- Теобальд Домінік Джеффрі Діллон (1811 – 1879) – XV віконт Діллон
- Артур Едмунд Деніс Діллон (1812 – 1892) – XVI віконт Діллон
- Гарольд Артур Діллон (1844 – 1932) – XVII віконт Діллон
- Артур Генрі Діллон (1875 – 1934) – XVIII віконт Діллон
- Ерік Фіцджеральд Діллон (1881 – 1946) – XIX віконт Діллон
- Майкл Ерік Діллон (1911 – 1979) – XX віконт Діллон
- Чарльз Генрі Роберт Діллон (1945 – 1982) – XXI віконт Діллон
- Генрі Бенедикт Чарльз Діллон (1973 р. н.) - XXII віконт Діллон

Спадкоємцем титулу син ХХІІ віконта – Френсіс Чарльз Роберт Діллон (2013 р. н.)